# پیر مولن
پیر مولن (به فرانسوی: Pierre Molaine) نویسنده قرن بیستم میلادی اهل فرانسه است.